# Sandagergård Station
Koordinaten: 55° 33′ 41,8″ N, 12° 35′ 0,5″ O
Die Sandagergård Station ist ein Stützpunkt zur elektronischen Aufklärung des dänischen Militärnachrichtendienstes Forsvarets Efterretningstjeneste (FE) in Sandagergård bei Aflandshage, südlich von Kopenhagen. Sie ist Teil des Echelon-Netzwerkes. Ein weiterer SIGINT-Posten befindet sich in Skibsbylejren nahe Hjørring in Jütland. Verbindungen bestanden auch zum ehemaligen Allied Command Baltic Approaches, dem regionalen NATO-Kommando für den baltischen Raum auf der Militärbasis Karup.

## Geschichte
Das dänische Ekstra Bladet veröffentlichte am 18. September 1999 einen Artikel über einen Besuch auf Sandagergård. Laut diesem Artikel kooperiert Dänemark seit 1947 mit dem UKUSA-Netzwerk und ist Mitglied bei Echelon. Die Vereinbarung wurde demnach von Cdr. P. A. Mørch, dem zweiten Leiter des FE, mit dem US-amerikanischen Office of Strategic Services (OSS) (heute CIA) geschlossen. Als Gegenleistung für die Bereitstellung der Technik sagten die Dänen den USA sämtliche gewonnenen Informationen zu. 1950 wurde das Abkommen durch Commander Finn Haugsted und Verteidigungsminister Rasmus Hansen formalisiert. 1999 bestritt die damalige sozialdemokratische Ministerin für Justiz, Verteidigung und Wissenschaft, vom Echelon-Programm gewusst zu haben. 
Spätestens seit 2015 wusste die dänische Regierung durch die Operation Dunhammer von der Überwachung europäischer Nachbarländer von der Sandagergård Station aus.

## Technik
In Sandagergård sind Pusher-HF/DF-Systeme, eine kleinere Version der Wullenweber-Intercept-&-Direction-Finding-Antennen und zwei Radoms installiert. Das Equipment stammt von IBM, Digital Equipment Corporation, Microsoft und Unisys.